# سو ميات تو
سو ميات تو (بالبورمية: စိုးမြတ်သူ)‏ هو لاعب كرة قدم ميانماري في مركز الهجوم، ولد في 15 مايو 1990 في Pyay ‏ في ميانمار. شارك مع منتخب ميانمار لكرة القدم. أما مع النوادي، فقد لعب مع Zeyar Shwe Myay F.C. ‏.

## وصلات خارجية
- سو ميات تو على موقع قاعدة بيانات كرة القدم.إي يو (الإنجليزية)
- سو ميات تو على موقع ناشيونال فوتبول تيمز (الإنجليزية)